# Laivasaari (ö i Birkaland, Övre Birkaland)
Laivasaari är en ö i Finland. Den ligger i sjön Vankavesi och i kommunen Ruovesi i den ekonomiska regionen  Övre Birkalands ekonomiska region  och landskapet Birkaland, i den södra delen av landet, 190 km norr om huvudstaden Helsingfors. Öns area är 0,5 hektar och dess största längd är 120 meter i sydväst-nordöstlig riktning.